# 哈德墩镇
哈德墩镇，是中华人民共和国新疆维吾尔自治区阿克苏地区沙雅县下辖的一个乡镇级行政单位。
2011年，新疆维吾尔自治区人民政府批复同意在沙雅县哈德区域设立哈德墩镇，镇政府驻哈德作业区。

## 行政区划
哈德墩镇下辖以下地区：
油田社区、艾开希阔坦村、哈德墩村、奥普坎村和阿特贝西村。